# Calcificazione metastatica

Micrografia elettronica di una calcificazione cardiovascolare, in cui in arancione si evidenziano particelle sferiche di fosfato di calcio (materiale più denso) e in verde la matrice extracellulare (materiale meno denso).

In campo medico, la calcificazione metastatica è un processo patologico di deposizione eterotopica (ovvero in posti diversi dalla norma) di calcio in tessuti sani dovuto ad un'anomalia dei processi metabolici del calcio stesso. Le calcificazioni metastatiche si differenziano dalle calcificazioni distrofiche in quanto queste ultime avvengono in tessuti necrotici o in via di degenerazione.

## Eziologia
La causa di tale anomalia è l'eccessiva presenza di calcio nel sangue, o di alcune altre sostanze, in seguito ad anomalie nel metabolismo di sintesi o eliminazione del calcio. Le principali cause dello squilibrio omeostatico e del conseguente accumulo di calcio comprendono:
- una iperincrezione di PTH spesso dovuta a
  - tumori a carico delle ghiandole paratiroidi
  - tumori secernenti
  - insufficienza renale (ritenzione di fosfato)
- una massiccia distruzione ossea dovuta probabilmente a
  - mielomi
  - leucemie
  - metastasi ossee e midollari
  - gli effetti dell'invecchiamento (tra tutti l'osteoporosi)
- un eccessivo accumulo di vitamina D conseguente a
  - intossicazioni
  - sarcoidosi.

## Patogenesi
Questo tipo di calcificazione si presenta come deposizione di sali di calcio (principalmente cristalli di idrossiapatite) in un range ristretto di tessuti caratterizzati da un ambiente interno altamente alcalino, in quanto sedi di neutralizzazione di acidi; tra questi vi sono le vene polmonari e le arterie sistemiche nelle quali scorre un sangue a basso contenuto di bicarbonato, i polmoni e la cornea poiché entrambi eliminano CO2 (i primi tramite la respirazione mentre invece la cornea tramite i processi ciliari), la mucosa gastrica che secerne HCl ed infine i reni che sono responsabili dell'escrezione di idrogenioni.